# Roberto Bonano
Roberto Bonano (Rosario, 1970. január 24. –) korábbi argentin válogatott labdarúgókapus.

## Karrierje
Pályafutása első tíz évét egyenlő elosztásban két csapatban, a Rosario Centralban és a River Plate-ben töltötte. Utóbbinál számos sikert elért, nyert öt bajnoki címet, elhódította a Copa Libertadorest, valamint szerzett egy gólt is.
2001-ben, tehát viszonylag idős korában kezdett légióskodni, ekkor az egyik legsikeresebb csapat, az FC Barcelona szerződtette. Eleinte ő volt a klub első számú kapusa, azonban a feltörekvő fiatal Víctor Valdés miatt gyorsan a kispadra szorult. Végül két idénnyel és ötvenegy bajnokival a háta mögött a Murciához távozott. Ez a kaland nem sikerült neki túl jól, így egy év után már a Deportivo Alavés alkalmazásában állt. Itt a szintén nála fiatalabb Franco Costanzo, valamint a hasonló generációba tartozó Lluís Carreras nehezítették meg a kezdőcsapatba kerülését.
A válogatottban 1996-ban, Jugoszlávia ellen mutatkozott be. Cserekapusként részt vett a 2002-es világbajnokságon is.

## Sikerei, díjai
Rosario Central
- Copa CONMEBOL-győztes: 1995

River Plate
- Argentin bajnok (5): Apertura: 1996, 1997, 1999, Clausura: 1997, 2000
- Copa Libertadores-győztes (1): 1996
- Libertadores szuperkupagyőztes (1): 1997

## Lásd még
- Gólt szerző labdarúgókapusok listája